# 杜自持
杜自持（英語：Andrew Tuason，1962年11月30日—），菲律賓華人混血兒，香港唱片製作人、作曲家兼鍵盤演奏家，曾推出多首膾炙人口作品。他主要以編曲為主，因為他自覺自己作曲時的靈感沒有編曲時的來得快。

## 背景
杜自持出生於香港的一个音樂世家，對下有3名弟妹，菲裔父親 Baoding Tuason 於尖沙咀美麗華酒店及中環希爾頓酒店任職樂隊領班，母親為一名福建人。杜自持早年居住於尖沙咀金巴利新街，而後移居何文田窩打老道山，與作曲家顧嘉煇為金巴利新街街坊。求學時期，杜自持的讀書成績強差人意，就讀喇沙小學（1974年小六）及聖芳濟書院（1979年中五），且於17歲時獲父親安排到金馬倫里通利琴行跟隨國際鋼琴演奏家蔡崇力學習彈奏鋼琴，1981年便投身音樂界。
他後來經父親介紹下於1982年成为顧嘉煇的助手，從此踏入香港乐坛；自1980年代中期開始擔任作、編曲人及音樂監製，跟多位歌手合作過，其中以1992年至2000年與劉德華的密切合作最廣為人知。期間作為劉德華的音樂總監參與多次巡迴演唱會，以及監製近20張劉德華專輯如《愛不完》、《再會了》、《一起走過的日子》、《不可不信…緣》、《真我的風采》、《忘情水》等。1992年更與劉德華合資開辦「Q-Sound Studio」，亦開設了唱片公司「New Melody」。杜自持高水準及當時領先的錄音設備吸引不少港、台歌手專誠前往錄製音樂作品，多年後香港著名作詞人黃偉文形容「Q-Sound Studio」是「叱咤一時的本地錄音室」。
杜自持第一首有份參與編曲的作品是張國榮的《全賴有你》。其最著名原創作曲或編曲作品有劉德華的《愛不完》（曲、編）、《一起走過的日子》（編）、《忘情水》（編）、《可不可以》（編）、陳百強的《我的故事》（編）、《夢裡人》（編）、《Hot Night》（曲、編）、《三個自己》（曲、編）、《別話》（編）、彭羚的《春風》（曲、編）等。為改編歌重新編曲的著名作品則有劉德華的《真我的風采》、《再會了》、張學友的《每天愛你多一些》、《夕陽醉了》和《月半彎》、陳百強的《神仙也移民》和《試問誰沒錯》、譚詠麟的《八十歲後》和《情義兩心知》、羅文的《幾許風雨》、李克勤的《月光小夜曲》、陳慧嫻的《秋色》、林憶蓮的《灰色》、《最佳男主角》、巫啟賢的《心酸的情歌》、甄楚倩和關淑怡兩版的《深夜港灣》等。
1987年，杜自持憑著陳百強的《我的故事》獲得「第十屆十大中文金曲頒獎典禮」中的「最佳編曲」獎。由於發覺自組公司之後，以往合作過的歌手如陳百強、林憶蓮、張國榮等等都沒有找他合作，他於是得到百代唱片董事總經理何哲圖邀請，在1996年加入該唱片公司的藝人與製作部擔任部門總監。1997年應邀擔任香港回歸中國典禮音樂總監，於典禮上指揮香港管弦樂團及中國樂團演奏《黃河鋼琴協奏曲》。直至2000年，杜自持離開百代唱片，並成立「Bebop Music Ltd」至今。2005年，他受張學友邀請擔任國語版《雪狼湖》的音樂總監，並與之持續合作至今，取代了北上發展的歐丁玉的位置，成為張學友近年來多數唱片的製作人。
其後於2010年1月，杜自持與張學友共同製作的專輯《Private Corner》推出。2021年11月担任《Uncle Ray榮休盛典》演唱會的音乐总监，向當年榮休的96歲「樂壇敎父」郭利民（Uncle Ray）致敬。2022年，香港康乐及文化事务署举办了「爵士．乐」系列活动，邀請杜自持由其爵士大樂隊負責演出。
2025年1月，杜自持搭檔黃凱芹舉行4場「唱・2025 Live 黃凱芹 x 杜自持」演唱會，是他首次與流行歌手一起舉辧演唱會，杜自持兒子杜俊科也任演唱會結他手。

## 個人生活
杜自持有兩段婚姻。他與前妻育有一名兒子杜俊科（1999年生，同為音樂人）。2019年與一名理財顧問結婚。

## 音樂作品列表
*以下列表只記錄杜自持創作的音樂作品，若有遺漏，請協助補充相關資料。

### 1980年代
1985年
| |  |
| - 開心少女組 - 天靈靈地靈靈（曲） - 張國榮 - 全賴有你（編） - 梅艷芳 - 抱你十個世紀（編） - 蔣麗萍 - 一於要癲（編） - 蔣麗萍 - 忍心的你（編） |  |

1986年
| | |
| - 上山安娜 - 唔係你！唔係佢！唔係我!（編） - 上山安娜 - 美女尋人（編） - 上山安娜 - 今日空氣（編） - 麥潔文 - 勁舞Dancing Queen（編） - 麥潔文 - 路黑山高錫人夜（編） - 麥潔文、張國榮 - Miracle（編） - 陳潔靈、張國榮 - 誰令你心痴（編） - 黃敏華 - 卑鄙（編） - 黃敏華 - 誰願意知道（編） - 黃敏華 - Believe（編） - 許冠傑 - 愛在別離時（編） - 許冠傑 - 懷傷（編） - 許冠傑 - 歡笑吧！Rosemarie（編） - 許冠傑 - 寂寞聖誕（編） - 許冠傑 - Radio好知己（編） - 羅 文 - 幾許風雨（編） - 羅 文 - 春天的角落（編） - 黃敏華、區耀國 - 好想你留下（編） - 張學友 - 月半彎（編） - 張學友 - 單車少女（編） - 張學友、鄺美雲 - 祇有情永在（編）（未有出名，實際參與編曲） | - 梅艷芳 - Crazy Love（編） - 關正傑 - 路（編） - 關正傑 - 別離星夜（編） - 關正傑 - 影子愛人（編） - 關正傑 - 制止情和恨（編） - 葉振棠 - 心中的血（編） - 呂 方 - 看日落的人（編） - 陳美玲 - 分･分･分（編） - 陳美玲 - 痴心怨侶（編） - 陳美玲 - 心中的他（編） - 梁朝偉 - 冷水千杯（編） - 梁朝偉 - 從心底想妳（編） - 成 龍 - 再闖新高峯（編） - 區瑞強 - 後備情人（編） - 區瑞強 - 陌上歸人（編） - 區瑞強 - 從來未愛過（編） - 區瑞強 - 留下的雨傘（編） - 區瑞強 - 警告（編） - 區瑞強 - 茶花女放假（編） - 區瑞強 - 魚絲戒指（編） - 盧冠廷 - 跳進你心窩（編） - 蘇永康、林楚麒、張衛健、戴蘊慧、杜德偉、呂方、莫鎮賢、江欣燕 - IYY（編） |

1987年
| | |
| - 陳百強 - 我的故事（編） - 陳百強 - 夢裡人（編） - 陳百強 - 地下裁判團（編） - 陳百強 - 細想（編） - 陳百強 - 神奇係我同你（編） - 陳百強、陳美玲 - 約會（編） - 陳美玲 - 心火（編） - 李克勤 - 命運符號（編） - 李克勤 - 月半小夜曲（編） - 李克勤 - 明天是個謎（編） - 李麗蕊 - Crazy Lady（編） - 李麗蕊 - 欠你太多（編） - 李麗蕊 - 青春女子（編） - 李麗蕊 - 雨夜鄉愁（編） - 李麗蕊 - 愛人十七歲（編） - 蘇 珊 - 今宵請你留（編） - 蘇 珊 - 等你經過（編） - 蘇 珊 - 歌聲中（編） - 張立基 - 急行夜車（編） - 張立基 - 呀（編） - 張立基 - 黑領呔（編） - 林憶蓮 - 灰色（編） - 林憶蓮 - 戲假情真（編） - 林憶蓮 - 點唱機（編） - 張國榮 - 無形鎖扣（編） - 張國榮 - 請勿越軌（編） - 張德蘭 - 我鍾意地球（編） - 張德蘭 - 惡霸（曲、編） - 陳松伶 - 宵禁（編） - 陳松伶 - 乜都要威（編） - 陳松伶 - 易變的他（曲） - 陳松伶 - 午睡中的父親（曲） | - 黃寶欣 - I'm Your Friend、I'm Your Lover（編） - 黃寶欣 - 不會哭泣（編） - 黃寶欣 - 黑布衣（編） - 黃寶欣 - 害怕寂寞（編） - 鄭敬基、黃寶欣 - 酒杯敲鋼琴（編） - 肥 媽 - 要爭取快樂 （編） - 許冠傑 - 寂寞聖誕（編） - 許冠傑 - Radio好知己（編） - 許冠傑 - 做人要識do（編） - 許冠傑 - 皆因你冇得彈（編） - 許冠傑 - 悶到透（編） - 劉德華 - 情在呼吸裡（編） - 劉德華 - 下雨晚上（編） - 黃凱芹 - 再戀 （編） - 杜德偉、莫鎮賢 - Only You （編） - 杜德偉 - 我心換妳心 （編） - 杜德偉 - Let's Go Love （編） - 羅嘉良 - 大城小子 （編） - 羅嘉良、陳䁱慧 - 情痴 （編） - 雷安娜 - 情盡（編） - 雷安娜 - 一夕情（編） - 雷安娜 - 多謝朋友（編） - 雷安娜 - 沒有寄出的信（編） - 雷安娜 - 不夜天（編） - 蔡楓華 - 接受（編） - 蔡楓華 - 別再痴（編） - 蔡楓華 - 誰的錯（編） - 李中浩 - 最後的信（編） - 李中浩、柏安妮 - 愛的滋味（編） - 顏福偉 - 愛情獨幕戲（編） - 顏福偉 - 尾班車廂（編） - 顏福偉 - 愛到徹底（編） |

1988年
| | |
| - 李克勤 - 夏日之神話（編） - 李克勤 - 宣戰（編） - 李克勤 - 停火（編） - 劉德華 - 知己良朋（編） - 李明珠 - 拒絕為你（編） - 李明珠 - 門外過路人（編） - 李明珠 - Come in December（編） - 李明珠 - 突然（曲、編） - 李明珠 - 何必當初（編） - 李珊珊 - 出走（編） - 李珊珊 - 剩低我（編） - 李珊珊 - 悠悠長夜（編） - 李麗蕊 - 不（編） - 李麗蕊 - 沒法安睡（編） - 李麗蕊 - 終於想到我（曲） - 李麗蕊 - 無情告別（編） - 李麗蕊 - 發洩（編） - 周慧敏 - 台下女主角（編） - 林憶蓮 - 自製空間（編） - 林憶蓮 - 最佳男主角（編） - 林憶蓮 - 最佳男主角（頒獎典禮後...At His Penthouse Suite）（編） - 林憶蓮 - 命運是否這樣（編） - 林憶蓮 - 一接觸（編） - 林憶蓮 - 講多錯多（編） - 林志美 - 一生知己（編） - 林志美 - 攝石人（編） - 林志美 - 正午（編） - 林志美 - 愛得糊塗（編） - 林志美 - 十二小時（編） - 林志美 - 浪漫假日（編） - 張立基 - Linda（編） - 張立基 - 再見女郎（編） - 張立基 - 再一次（編） - 張立基 - 自焚（編） - 張國榮 - Hey！不要玩（編） - 張學友 - 昨夜夢魂中（編） - 張學友 - 盡在無言（編） - 方麗盈 - 傷感雨天（編） - 方麗盈 - 將一切粉碎（編） - 方麗盈 - 霧夜痴情（編） - 陳百強 - 神仙也移民（編） - 陳百強 - 漫長盼望（編） - 陳百強 - 怎算滿意（編） - 陳百強 - 超越分界線（曲、編） - 陳百強 - 孤清清（編） - 陳百強 - 獻上這歌（編） - 陳慧嫻 - 沉寂午夜（編） - 陳慧嫻 - 夜半歌聲（編） - 陳慧嫻 - 歲月流聲（編） - 陳慧嫻 - 可否（編） - 陳慧嫻 - 秋色（編） - 譚詠麟 - 八十歲後（編） - 麥潔文 - 抹去界限線（編） - 麥潔文 - 孤單在等（編） - 黃敏華 - Honey Honey（編） - 黃敏華 - 挑戰（編） - 黃敏華 - 新聞報導（編） - 黃凱芹 - 世紀終曲（曲、編） - 黃凱芹 - Hello, Merry Christmas...（編） - 黃凱芹 - 零晨時分（編） | - 黃凱芹 - 亡命愛情（編） - 黃凱芹 - 人民英雄（編） - 黃凱芹 - 五月過後（編） - 黄宝欣 - 戀愛獵人（編） - 黃寶欣 - 請勿貼身（編） - 葉麗儀 - 我要繼續唱（曲） - 葉麗儀 - 星光照心窩（編） - 甄楚倩 - 不想說多句（曲） - 甄楚倩 - 我知道（編） - 甄楚倩 - Touch Me（編） - 甄楚倩 - 寂寞女子（編） - 甄楚倩 - 無伴的舞（編） - 甄楚倩 - 恕不奉陪（編） - 甄楚倩 - 深夜港灣（編） - 甄楚倩 - 破曉時份（編） - 鄺美雲 - 心傷（曲） - 鄺美雲 - 心聲（編） - 魏綺清 - 講一聲Hi（編） - 魏綺清 - 初戀故事（編） - 草 蜢 - 飛躍千個夢（編） - 草 蜢 - 列火快車（編） - 草 蜢 - 兒童不宜（編） - 草 蜢 - 我是誰（編） - 草 蜢 - 青空（編） - 呂 方 - 也是如空（編） - 呂 方 - 尋覓每步（編） - 關正傑 - 裂痕（編） - 關正傑 - 大約別離時（編） - 關正傑 - 古都（編） - 關正傑 - 轉眼間（編） - 關正傑 - 寂寞人語（編） - 關正傑 - 開創明天（編） - 關正傑 - 開創明天（Music Backing）（編） - 余劍明 - 雷電午夜（編） - 余劍明 - 短暫的浪漫（編） - 余劍明 - 願望（編） - 蘇 珊 - 意念更瘋痴（編） - 蘇 珊、許子聰 - 負債（編） - 蘇 珊 - 愛的奔流（編） - 蘇 珊 - 不必多了解（編） - 蘇 珊 - 一聲唏噓（編） - 區瑞強 - 秋分（編） - 區瑞強 - Happy With You （編） - 區瑞強 - 繼續前進（編） - 區瑞強 - Folk 集88'（編） - 柏安妮 - 遊蕩（編） - 柏安妮 - 心將生鏽 （編） - 蔡楓華 - 愛的幻覺（編） - 蔡楓華 - 不必造作（編） - 蔡國權 - 天地情（編） - 蔡國權 - 投向未來（編） - 蔡國權 - 歎息橋（編） - 徐小鳳 - 想入非非（編） - 徐小鳳 - 藍與黑（編） - 徐小鳳 - 明月千里寄相思（編） - 徐小鳳 - 不了情（編） - 徐小鳳 - 南屏晚鐘（編） - 傅振榮 - 改邪歸正（編） - 傅振榮 - 濃酒不醉（編） - 肥 媽 - 二人的歌 （編） |

1989年
| | |
| - Echo - 戰場（曲） - Echo - 繼續期待（曲） - 王 傑 - 深深的創傷（曲） - 王 傑 - 繼續行（編） - 李克勤 - 邊緣少年（編） - 李克勤 - 天作之合（編） - 李克勤 - 藍月亮（編） - 李克勤、關淑怡 - 劃星（編） - 李克勤 - 冬之旅人（編） - 李克勤 - 突然（編） - 李克勤 - 九月中的陌生人（編） - 張立基 - 誰說是錯（編） - 張立基 - 濃情（編） - 張立基 - 背影（編） - 張立基 - 情是信緣（編） - 張立基 - 你的知己（編） - 林憶蓮 - 逃離鋼筋森林（編） - 林憶蓮 - 不不不（編） - 張學友 - 給我親愛的（編） - 張學友 - CRY!（編） - 張學友 - 夕陽醉了（編） - 張學友 - 親親（編） - 張學友 - 信念（編） - 張國榮 - Forever愛你（編） - 張國榮 - 我眼中的她（編） - 譚耀文 - 沒午夜發售（編） - 肥 媽 - 三千日後 （編） - 肥 媽 - 今生不知道怎過 （編） - 麥偉豪 - 還是算了吧！（編） - 麥偉豪 - 火般的情人（編） - 呂 方 - 薄紗那樣的夜（編） - 鍾鎮濤 - 人潮內（我像獨行）（編） - 鍾鎮濤 - 不睡眠的人 （編） - 鍾鎮濤 - 關於我的愛人（編） - 柏安妮 - 沒有他（編） - 羅 文 - Just for You（編） | - 羅 文 - 別講空話（編） - 寶佩如 - 飛（編） - 陳百強 - Hot Night（曲、編、監） - 陳百強 - 冷暖風鈴（編） - 陳百強 - 奢侈（編、監） - 甄 妮 - 怨偶故事（曲、编） - 甄 妮 - 情感高燒（編） - 甄 妮 - 友誼太陽（編） - 甄 妮 - 一臉是紅（編） - 甄 妮 - 一錯再錯（編） - 蔡楓華 - 新世界（曲） - 蔡楓華 - 愛難減價（編） - 蔡齡齡 - 都市情懷（編） - 鄺美雲 - 難得一起（編） - 鄺美雲 - 人生漫長路（編） - 鄺美雲 - 東方快車（編） - 關淑怡 - 冬戀（編） - 關淑怡 - 再會（編） - 關淑怡 - 痴心怎獨醉（編） - 譚詠麟 - 情義倆心知（編） - 劉德華 - 愛逝難離（編） - 草 蜢 - 黃昏都市人（編） - 草 蜢 - ABC（編） - 曾路得 - 忘掉（編） - 曾路得 - 愛在思念蔓延時（編） - 曾路得 - 愛的接力賽（編） - 曾路得 - 全力一拼（編） - 陳松伶 - 爭取入夢兒（編） - 陳松伶 - 來！別要停（編） - 陳德彰 - 如果那天（編） - 陳德彰 - 知得太多（編） - 雷安娜 - 天真（編） - 徐小鳳 - 某夜（編） - 歐陽德勛 - 原諒我記不起（編） |

### 1990年代
1990年
| | |
| - Face To Face - 一梯一火（編） - 文佩玲 - 從來無後悔（編） - 吳婉芳 - 醉生如夢（曲、編） - 吳婉芳 - 好傢伙（編） - 吳婉芳 - 准我離開吧！（監） - 吳婉芳 - 浪漫歲月（編） - 吳婉芳 - 摘星的電梯（曲、編） - 吳婉芳 - 情場戰場（編） - 吳婉芳 - 地老天荒（編） - 吳婉芳 - 情難自控（編） - 吳婉芳 - 門內門外（監） - 吳婉芳 - 尋尋覓覓（編） - 吳婉芳 - 無名情人（編） - 吳婉芳 - 難言再見（編） - 吳婉芳 - 祝你好運（編） - 吳婉芳 - 灰色盼望（編） - 呂 方 - 雨中抱擁（編） - 呂 方 - 最後一次別離（編） - 呂 方 - 別再講他（編） - 呂 方 - 有一天你總會明白（編） - 呂 方 - 遺忘者（編） - 李克勤 - 一千零一夜（編） - 李克勤 - 靜夜（編） - 周美茵 - 熱情人（曲、編） - 周美茵 - 心醉（編） - 林姍姍 - 為瑪利亞哭泣的啞巴（曲、編） - 林姍姍 - 一顆痴心（曲、編） - 林姍姍 - 小小女人（編） - 林憶蓮 - 你令我性感（編） - 林憶蓮 - 夜生活（曲、編） - 林憶蓮 - 都市心（曲、編） - 林憶蓮 - 再不在乎（編） - 林憶蓮 - 不不不之靈魂蒸發實錄（編） - 林憶蓮 - 一分鐘都市•一分鐘戀愛（六分鐘版）（編、監） - 林憶蓮 - 哈囉寂寞（編） - 林憶蓮 - 走在大街的女子（編） - 倫永亮 - 是你（編） - 倫永亮 - 一生不會改...Be My Valentine（編） - 倫永亮 - 妳仍是妳 • 我仍是我（編） - 倫永亮 - 給戀愛喝采（編） - 倫永亮 - 情暖、情醉、情牽（編） - 徐小鳳 - 情投怒海（編） - 徐小鳳 - 變色感情（編） - 草 蜢 - 滿身火燙的女人（編） - 草 蜢 - 深淵（編） - 草 蜢 - 友情熱熨斗（編） - 草 蜢 - 離不開（編） - 草 蜢 - 末日倒數（編） - 草 蜢 - 蜘蛛女之吻（編） - 袁志偉 - 曾是漆黑的某天（編） - 張學友 - 千金一刻（編） - 張學友 - 再度重遇妳（可喜也可悲）（編） - 張學友 - 地震（編） - 張學友 - 李香蘭（編） - 張學友 - 雨夜傾情（編） - 梁漢文 - 別放下電話（編） - 梁漢文 - 嚮往（編） | - 許冠傑 - 千載願望（編） - 許冠傑 - 永久的痴情（編） - 許冠傑 - 發開口夢（編） - 陳少偉 - 途經夜店（編） - 陳少偉 - 衝刺（編） - 陳百強 - 試問誰沒錯（編） - 陳百強 - 對酒當歌（編、監） - 陳百強 - 三個自己（曲、編、監） - 陳百強 - 當晚夢見是你?（曲、編、監） - 陳百強 - 別話（編、監） - 陳百強 - I Do I Do（編、監） - 陳百強 - 關閉心靈（編、監） - 麥潔文 - 一晚（編） - 麥潔文 - 都市公式（編） - 彭家麗 - 暗戀（編） - 溫兆倫 - 沒有你之後（編） - 溫兆倫 - 這孤單女子（編） - 溫兆倫 - 我永遠是你的朋友（編） - 溫兆倫 - 別太認真（曲、編） - 溫兆倫 - 怎可以淡忘（編） - 溫兆倫 - 再見Lady（編） - 溫兆倫 - 分手（編） - 甄楚倩 - 甜夢（編） - 甄楚倩 - 一生留給你（曲） - 甄楚倩 - 一個懶洋洋的下午（編） - 劉美君 - 破例（曲、編） - 劉美君 - 事後（曲、編） - 劉美君 - 這麼那麼怎麼（編） - 劉美君 - 午夜傳真（曲、編） - 劉美君 - 夜已經變得騷了（曲、編） - 劉德華 - 可不可以（編） - 劉德華 - 魔鬼的門徒（編） - 劉德華 - 停不了的愛（編） - 劉德華 - 十全十美（編） - 劉德華 - 緣盡（編） - 劉德華 - 天從人願（曲、編） - 劉德華 - 再會了（編、監） - 劉德華 - 不需要愛情（監） - 劉德華 - 若然（監） - 劉德華 - 城市獵人（曲、編、監） - 劉德華 - 絕望的笑容（編、監） - 劉德華 - 絕緣（曲、編、監） - 劉德華 - 短篇小說（曲、編、監） - 劉德華 - 迷醉的雙臉（監） - 劉德華 - 笑着哭（監） - 劉德華、吳婉芳 - 秋意中等我（曲、編、監） - 鄭秀文 - 青春訪客（編） - 黎 明 - 相逢在雨中（編） - 黎 明 - 情是我所有（編） - 戴蘊慧 - 初夜情（編） - 鍾鎮濤 - 開心氣候（編） - 鄺美雲 - 無法再傷多半次（曲、編） - 鄺美雲 - 這是我最後一次想你（曲、編） - 鄺美雲 - 很想牢牢地抱住你（編） - 譚詠麟 - 爵士怨曲（編） - 譚詠麟 - 留住天真（編） - 譚耀文 - 童年（編） |

1991年
| | |
| - Echo - 准許我愛你（編） - Echo - 他最愛的歌（編） - Echo - 深吸呼（編） - Echo - 身邊喜有你（編） - Echo - 原來（編） - Echo - 深呼吸（Remix version）（編） - Echo - 風度（編） - Echo - 情是空．情是夢（編） - Echo - 誰是真正寂寞人（曲、編） - Echo - 半個他（編） - Echo - 高溫赤裸（編） - Echo - 風度．瘋道mix（編） - Echo - 准許我愛你remix（編） - Echo - 深呼吸not again remix（編） - Echo - 情是空mix情是夢（編） - Echo - 不再糾纏celebration party remix（編） - 吳婉芳 - 看不到你（曲、編） - 吳婉芳、劉德華 - 這麼寵我，好嗎？（曲、編） - 呂 方 - 地久天長（編） - 呂 方 - 你的淺笑（編） - 呂 方 - 全因為你（編） - 呂 方 - 情未了，夢未完（監） - 呂 方 - 痴戀不改變（編） - 呂 方 - 月兒能做證（編） - 呂 方 - 一千句祝福（編） - 呂 方 - 寂寞地crying in the rain（編） - 呂 方 - 一粒種子（編） - 呂 方 - 明知會是這樣（編） - 李克勤 - 一生掛念妳（編） - 李克勤 - 痴情伴侶（編） - 李克勤 - 雨中街頭劇（曲、編） - 李克勤 - 代溝（編） - 李國祥 - 藍色Sha La La（編） - 李國祥 - 夕陽路上（曲、編） - 杜德偉 - 天生喜歡你（編） - 杜德偉 - 不只一宵（編） - 杜德偉 - 其實我不想放棄（編） - 杜德偉 - 嗨！Brother（編） - 杜德偉 - 第二次接觸（編） - 林憶蓮 - 讓我笑吧！（編） - 林憶蓮 - 哈囉感覺！（編） - 林憶蓮、陳百強 - 我要等的正是你（編） - 林憶蓮 - 誰是我的唯一（曲、編） - 林憶蓮 - 我的夜生活（曲、編） - 林憶蓮 - 放縱全部的爱（編） - 林憶蓮 - Love and Life and You and Me（編） - 林憶蓮 - 一輩子心情（曲、編） - 林憶蓮 - 沒有你 還是愛你（編） - 倫永亮 - 需要的和不需要的（曲、編） - 倫永亮 - 打個電話給我吧（編） - 倫永亮 - 別孤身作戰（編、監） | - 倫永亮 - 再見、愛人（曲、編、監） - 倫永亮 - 再見、愛人（國）（曲、編、監） - 草 蜢 - 偷偷看（曲、編） - 草 蜢 - Lonely（編） - 彭家麗 - 沒法忘記他（編） - 彭家麗 - 莎莉變變變（編） - 張學友 - 每天愛你多一些（編） - 張學友 - 再愛上你（編） - 張學友 - Ooh La La（編） - 張學友 - 今晚要盡情（編） - 陳百強 - 南北一家親（編） - 陳百強 - 雙星情歌（編） - 陳百強 - 醉翁之意（曲、編） - 陳百強 - 愛在今宵（編） - 黃凱芹 - My Baby（編） - 黃凱芹 - 讓我痴迷愛一次（編） - 溫兆倫 - 仍是痛在我心的你（編） - 溫兆倫 - 晴天．陰天．下雨天（編） - 甄楚倩 - 情難偷（曲、編） - 甄楚倩 - 從來無真意（編） - 劉美君 - 夜已變得騷了（曲、編） - 劉德華 - 愛不完（曲、編） - 劉德華 - 若我哭泣（編） - 劉德華 - 最後...妳也走了（編） - 劉德華 - 無法一天不想（編） - 劉德華 - 全人類注視（曲、編） - 劉德華 - 不可不信...緣（編、監） - 劉德華 - 長夜多浪漫（編、監） - 劉德華 - 愛似是遊戲（監） - 劉德華 - 風雨依然（編、監） - 劉德華 - 沒法想下去（編、監） - 劉德華 - 是我嗎？（監） - 劉德華 - 愛我吧！（監） - 劉德華 - 怒劍嘯狂沙（曲、編、監） - 劉德華 - 捨不得恨妳（編、監） - 劉德華 - 誰愛着妳（編、監） - 劉德華 - 我終於失去（監） - 劉德華 - 一起走過的日子（編） - 劉德華 - 不死的夢（編） - 蔡興麟 - 祇為妳（編） - 蔡濟文 - 只懂這樣愛（編） - 黎 明 - 末世紀之戀（編） - 黎 明 - 不戀你（編） - 黎 明 - 特別的歌給特別的妳（編） - 黎 明 - 如果這是情（編） - 羅 文 - 末世紀風情（編） - 譚詠麟 - 知不知（編） - 關淑怡 - 地老天荒（編） - 關淑怡 - 夢情人（曲、編） - 關淑怡 - 地老天荒（R&B Version）（編） |

1992年
| | |
| - 王靖雯 - Kisses In The Wind（曲） - 何詠琳 - 情變（編） - 何詠琳 - 最後的晚餐（編） - 何詠琳 - 你是我明天（編） - 何詠琳 - 紅酒裡的眼淚（編） - 何詠琳 - 為何情人會是你（編） - 李克勤 - 留住夕陽（編） - 李克勤、周慧敏 - 萬千寵愛在一身（編） - 李國祥 - Miss You Fever（編） - 李國祥 - 哭一秒鐘（編） - 李國祥 - 我的女人（編） - 李國祥 - 將往事忘了（曲、編） - 李國祥 - 依依不捨（編） - 李國祥 - 一人派對（編） - 周慧敏 - 如果你知我苦衷（編） - 周慧敏 - 風花煙雨間（編） - 周慧敏 - 註定的結局（編） - 林憶蓮 - 沒結果（編） - 林憶蓮 - 愛的世界（曲、編） - 倫永亮 - SHOO BE DO WA（編、監） - 倫永亮 - Something（編） - 倫永亮 - 再見, My Love（日）（曲、編） - 倫永亮 - Goodbye, My Love（英）（曲、編） - 唐韋琪 - 看破（編） - 唐韋琪 - 從夏天開始（編） - 徐小鳳 - 浪子心聲（編） - 草 蜢 - 回來吧（編） - 草 蜢 - 白日夢（編） - 草 蜢 - 妒忌（編） - 張立基 - Linda（國）（編） - 陳慧嫻 - 你+我=火（編） - 陳慧嫻- 七分愛情三分騙（編） - 陳潔靈 - 騙你一夜（編） - 陸家俊 - 玩天光（編） - 陸家俊 - 迷信情人（曲、編） - 湯寶如 - One Cappuccino（編） - 溫兆倫 - 想念不能多留一天（編） - 溫兆倫 - 心要傷幾次才能變聰明（編） | - 溫碧霞 - 月亮代表我的心（編） - 劉美君 - 思潮（曲、編） - 劉美君 - 了不起（編） - 劉德華 - 情是那麼笨（曲、編、監） - 劉德華 - 末世天使（監） - 劉德華 - 獻給你（監） - 劉德華 - 一知半解（監） - 劉德華 - 愛在同一天空下（曲、編、監） - 劉德華 - 忘我精神（曲、編、監） - 劉德華 - 祝你生辰快樂（編、監） - 劉德華 - 你震撼我的心靈（曲、編、監） - 劉德華 - 愛人皇后（監） - 劉德華 - 其實我早猜透你的心（監） - 劉德華 - 一杯咖啡一晚夜（監） - 劉德華 - 從前我所繄抱的（編、監） - 劉德華 - 媽媽的臉（曲、編、監） - 劉德華 - 謝謝你的愛（編、監） - 劉德華 - 假裝（監） - 劉德華 - 真我的風采（編、監） - 劉德華 - 無聲的一晚（監） - 劉德華 - 我狠心傷你嗎？（編、監） - 劉德華 - 火燙（監） - 劉德華 - 愈望愈傷心（監） - 劉德華 - 獨自去偷歡（監） - 劉德華 - 再入我懷中（編、監） - 劉德華 - 仍唱我的歌（曲、編、監） - 劉德華 - 真我的風采（R&B Version）（編、監） - 蔡立兒 - 六月的愛人（曲、編、監） - 蔡立兒 - 生死約（編、監） - 蔡立兒 - 傲慢與偏見（編、監） - 蔡立兒 - 幻舞（監） - 蔡立兒 - 我不要愛情（監） - 蔡興麟 - Come Back To Me（編） - 蔡興麟 - 永遠浪漫（編） - 黎 明 - 今生相愛、來生再相聚（編） - 鍾鎮濤 - 仍是如此真心（編） - 鄺美雲 - 黃昏雨（編、監） - 鄺美雲 - 黃昏雨（變奏版）（編、監） |

1993年
| | |
| - 何寶生 - 日落情人（編） - 何寶生 - 夜的性感（編） - 林憶蓮 - 風中的歌（編） - 倫永亮 - 再見愛人（國）（曲、編） - 倫永亮 - 徘徊（編） - 倫永亮 - Shoo-Be-Do-Wa（國）（編） - 莫少聰 - 這夜有沒有天亮（編） - 黃雅珉 - 到這裡就好（編） - 黃雅珉 - 多情換無心（編） - 黃雅珉 - 原諒我愛上你又離開你（編） - 葉蒨文、周潤發 - 原來愛過以後（編） - 劉美君 - 意外（曲、編） - 劉美君 - 搔我心底癢（編） - 劉德華 - 答案就是妳（曲、編、監） - 劉德華 - Laura（編、監） - 劉德華 - 暗裡著迷（監） - 劉德華 - 你是我的夢（曲、編、監） - 劉德華 - 該走的時候（編、監） - 劉德華 - 情意綿綿（編、監） - 劉德華 - 硬漢子、熱女人（編、監） - 劉德華 - 這一生是給妳一個（監） | - 劉德華 - 開心的馬騮（監） - 劉德華、陳嘉露 - 相依、相戀（編、監） - 劉德華 - 永遠寂寞（編、監） - 劉德華 - 今夜夢還暖（編、監） - 劉德華 - 愛意香檳（監） - 劉德華 - 藕斷絲蓮（監） - 劉德華 - 哎吔吔（監） - 劉德華 - 你是我驚喜（監） - 劉德華 - 情人Happy Birthday（監） - 劉德華 - A Long Lonely Night（編、監） - 劉德華 - 原來是妳最可愛（編、監） - 劉德華 - 最愛是她（編、監） - 劉德華 - 抱歉（編、監） - 劉德華 - 現實是場夢（監） - 劉錫明 - 舊日舊事舊情夢醒（編） - 蔡齡齡 - 為何不應愛你（編） - 鄺美雲 - 我曾經不止一次愛上你（編） - 鄺美雲 - 現在的我最需要人安慰（風情版）（編） - 羅文 - 疾風的歲月（編） - 蘇永康 - 生命色彩（編） |

1994年
| | |
| - 王馨平 - 情心（編） - 王馨平 - 紅塵泣（編） - 古巨基 - 妳是陽光空氣（編、監） - 吳奇隆 - 愛出個未來（編） - 吳奇隆 - 愛人還是你（編） - 吳奇隆 - 再愛的衝動（編） - 吳奇隆 - 戀愛探險（編） - 吳奇隆 - 在所不計（曲、編） - 李國祥 - 隨風聚散（曲、編） - 巫啟賢 - 心酸的情歌（編） - 巫啟賢 - 愛過（編） - 巫啟賢 - 父親的來信（編） - 香港電台DJ - 喝采（編） - 馬浚偉 - 情人的小說（編） - 梁朝偉 - 一天一點愛戀（Unplugged Version）（編、監） - 梁朝偉 - 你是如此難以忘記（Blues Version）（監） - 莫少聰 - 明天我會愛誰（編） - 莫少聰 - 從分手到回頭（編） - 陳山聰 - ABCD（編、監） - 楊采妮 - 祝福一句（編、監） - 楊采妮、巫啟賢 - 愛情來的時候（編、監） - 劉德華 - 花花世界（曲、編、監） - 劉德華 - 順其自然（監） - 劉德華 - 情緣等足一輩子（監） - 劉德華 - 口琴別戀（編、監） - 劉德華 - 愈愛愈蠢（監） - 劉德華 - 誰人知（編、監） - 劉德華 - 風風雨雨（監） - 劉德華 - 鑽石眼淚（監） | - 劉德華 - 換一個方式愛妳（監） - 劉德華 - 緣份（編、監） - 劉德華 - 孤雁（編、監） - 劉德華 - 忘情水（編） - 劉德華 - 纏綿（編） - 劉德華 - 錯怪（編） - 劉德華 - 天意（編） - 劉德華 - 等妳忘了我是誰（編） - 潘美辰 - 我很愛我自己（編） - 潘美辰 - 愛上你又如何（編） - 潘美辰 - 忘了我吧（編） - 黎 姿、馬浚偉 - 求婚勿語（曲、編、監） - 謝 津 - 從來沒有想過你愛誰（監） - 謝 津 - 我就要失去感覺（曲、編、監） - 謝 津 - 不再迷信愛情（監） - 謝 津 - 騙不了自己（監） - 謝 津 - 愛不要太多（監） - 謝 津 - 女人天生愛做夢（監） - 謝 津 - 要不是你說過（編、監） - 謝 津 - 陌生人（監） - 謝 津 - 過客（編、監） - 謝 津 - 無能為力（編、監） - 鄺美雲 - 情路太難（編） - 鄺美雲 - 堆積情感（國）（編） - 鄺美雲 - 很想牢牢的抱住你（新版）（編） - 譚詠麟 - 講不出再見（編） - 關淑怡 - 但願夢相連（編） |

1995年
| | |
| - 古巨基 - 晨曦（監） - 古巨基 - 對你始終痴心一往（監） - 古巨基 - Oh! Baby（監） - 古巨基 - 感情真相（監） - 古巨基 - 愛是憑直覺（編、監） - 古巨基 - 沒法愛別人（監） - 古巨基 - Oh! Baby（Piano Version）（編、監） - 古巨基 - 笑說想（X'mas Club Mix）（編、監） - 古巨基 - 每個日出（編、監） - 古巨基 - 想說笑（監） - 古巨基 - 愛情馬戲班（監） - 古巨基 - 新鮮感發作（編、監） - 古巨基 - 不是偶然（監） - 古巨基 - 我的天空是你的天空（編、監） - 古巨基 - 我和你的未來（監） - 古巨基 - 驕陽（監） - 伍婉琛 - 心跟你心（曲、編、監） - 伍婉琛 - 別想得太多（監） - 伍詠薇 - 失落於巴黎鐵塔下（La Tour Eiffel）（編、監） - 伍詠薇 - 不如笑笑算了吧（編、監） - 伍詠薇 - 一天一天愛上你（監） - 伍詠薇 - 如今（監） - 伍詠薇 - 細水長流（監） - 伍詠薇 - 變（監） - 巫啟賢 - 怎麼捨得離去（編） - 巫啟賢 - 峰迴路轉（編） - 巫啟賢 - 少年狂嚎（編） - 巫啟賢 - 天地豪情（編） - 巫啟賢、彭 羚 - 等你到白頭（編） - 孫 楠 - 兩顆心靠近多一些（編） - 馬怡靜 - 愛在偶然（編、監） - 張立基 - 重新開始（編、監） - 梁朝偉 - 單人床（編） - 彭 羚 - 等得太久（編） | - 彭 羚 - 音樂盒（編、監） - 彭 羚 - 小玩意（編、監） - 彭 羚 - 只想得到愛（編、監） - 彭 羚 - 彷如隔世（編、監） - 彭 羚 - 情動（編、監） - 彭 羚 - 愛多年（曲、編、監） - 彭 羚 - 你知得太多（監） - 彭 羚 - 盼那天再步近（編、監） - 彭 羚 - 窗外（曲、編、監） - 彭 羚 - 出色女子（曲） - 彭 羚、張信哲 - 註定相愛（監） - 劉雅麗 - 你會漸明白（編） - 劉雅麗 - 愛在別離中（編） - 劉雅麗 - 人間有情（編） - 劉雅麗 - 你給我的喜怒哀樂（曲、編） - 劉雅麗 - 貼身追蹤（編） - 劉雅麗 - 紫色的星塵（編） - 劉雅麗 - 瘋狂世界（編） - 劉德華 - 昨夜的渡輪上（編） - 劉德華 - 大地恩情（編） - 劉德華 - 仍然記得個一次（編） - 劉德華 - 鐵塔凌雲（編） - 劉德華 - 倦（編） - 劉德華 - 星夜星塵（編） - 劉德華 - Ma Ma I Love you（編） - 劉德華 - 心酸的情歌（編） - 劉德華 - 愛極濃（編） - 劉德華 - 誰的心忘了收（編） - 劉德華 - 心聲共鳴（編、監） - 劉德華 - 永遠是這天（監） - 劉德華、葉振棠 - 戲劇人生（編） - 關淑怡 - 深夜港灣（編） - 關淑怡 - 印象（編） - 蘇永康 - 一人精彩（曲、編） |

1996年
| | |
| - 伍詠薇 - 信不信由你（編） - 伍詠薇 - 彷彿仍是醉（編） - 巫啟賢 - 風中有你（曲） - 巫啟賢 - 滄桑的情人（編） - 巫啟賢、伍詠薇 - 等的只是你（編） - 林子祥 - 我以你自豪（編、監） - 林子祥 - 快樂的真相（編、監） - 林子祥 - 答案（監） - 張信哲 - 他有甚麼好（曲、編） - 張信哲 - 早知道愛上你（編、監） - 張信哲 - 沒有人知的故事（監） - 張信哲 - 祈禱（編、監） - 張信哲 - 背影（編、監） - 張信哲 - 朋友祝福（編、監） - 張信哲 - 自你往年離去（監） - 張信哲 - 如果你快樂（監） - 張信哲 - 該怎樣愛（監） - 張信哲 - 感謝您（監） - 張信哲 - 如若我是他（監） - 張信哲 - 時差（編、監） - 梁詠琪 - 愛自己（編、監） - 梁詠琪 - 愁與別離時（監） - 梁詠琪 - 薄荷（監） - 梁詠琪 - 某年仲夏（監） - 梁詠琪 - 旅程（監） - 梁詠琪 - 伴我在夢中馳騁（監） - 梁詠琪 - 隨心想（監） - 梁詠琪 - 激雨（監） | - 梁詠琪 - 可惜（編、監） - 梁詠琪 - 絕戀（監） - 彭 羚 - 春風（曲、編、監） - 彭 羚 - 曙光（編、監） - 彭 羚 - 天旋地轉（編、監） - 彭 羚 - 在晨曦中出發（編、監） - 彭 羚 - 熱吻地帶（編、監） - 彭 羚 - 生日快樂（監） - 彭 羚 - 滿天星（監） - 彭 羚 - 傷痕纍纍（監） - 彭 羚 - 別想念我（編、監） - 彭 羚 - 清水（編、監） - 彭 羚 - 春風（accapella）（曲、編、監） - 彭 羚 - 夜風鈴（編、監） - 彭 羚 - 給天邊最愛的人（編、監） - 彭 羚 - 我想笑（編、監） - 彭 羚 - 感情難以承受的重（監） - 彭 羚 - 抱著你的日子（監） - 彭 羚 - 甜品（編、監） - 彭 羚 - 回味（監） - 彭 羚 - 你有，我沒有（編、監） - 彭 羚 - 你和我一樣（編、監） - 彭 羚 - 又再等（編、監） - 彭 羚 - 給天邊最愛的人（Piano Version）（編、監） - 彭 羚 - 晚安曲（監） - 劉雅麗 - 一個無依的晚上（編、監） - 劉雅麗 - 因你真正活過（編） - 劉雅麗 - 情深（編） |

1997年
| | |
| - 伍詠薇 - 意難平（編、監） - 巫啟賢 - 英雄熱血（曲） - 林子祥 - 蓋世男兒（曲、編、監） - 林子祥 - 擁抱（編、監） - 林子祥 - 人間好漢（編、監） - 林子祥 - 愛情（編、監） - 彭 羚 - 小玩意（國）（編） - 張智霖 - 笑中有淚（監） - 張智霖 - 騷擾（編、監） - 張智霖 - 承諾（監） - 張智霖 - 曾經不知你好（監） - 張智霖 - 一生豪情一次（監） - 張智霖 - 笑中有淚（Grunge Mix）（監） - 張智霖 - 誰想誰（監） - 張智霖 - 寧願沒有愛情（監） - 張智霖 - 黑色誘惑（編、監） - 張智霖 - 別要我放棄（編、監） - 張智霖 - 漂流記（監） - 張智霖 - 分開了，仍覺溫暖（編、監） - 張智霖 - 熱身（監） - 張智霖 - 暫停的故事（編、監） | - 張智霖 - 分開還是深愛（監） - 張智霖 - 如果你失眠時（監） - 張智霖 - 不自治區（監） - 張智霖 - 流連（監） - 張智霖、梁詠琪 - 愛在人在（監） - 楊采妮 - 奇遇（曲、編、監） - 楊采妮 - 不想傷心多一次（監） - 楊采妮 - 愛過多少女人（監） - 楊采妮 - 好戲只半場（編、監） - 楊采妮 - Love Don't Cry（監） - 楊采妮 - 最近我常失眠（監） - 楊采妮 - BONJOR MY LOVE（監） - 楊采妮 - 玻坡摸佛（監） - 楊采妮 - 紐約的日與夜（監） - 楊采妮 - 痛快（監） - 劉德華 - 愛太難（編、監） - 劉德華 - 兄弟姊妹（監） - 劉德華 - 自私（編、監） - 劉德華 - 桃花源（編、監） - 黎瑞恩 - 望你（監） - 黎瑞恩 - 無盡是大地（監） |

1998年
| | |
| - 古巨基 - So Long（編、監） - 林子祥 - 現代人（編、監） - 林子祥 - 百年之癢（編、監） - 林子祥 - 簡簡單單（編、監） - 林子祥 - 醉一半（監） - 張學友 - 一點燭光（編） - 張學友、高慧君 - 你最珍貴（編） - 梁漢文、楊千嬅、陳奕迅 - 大激想（編） - 陳慧嫻 - 今天我非常寂寞（編） - 彭 羚 - 罷不來（編） | - 彭 羚 - 你最近怎樣（編） - 彭 羚 - 你說（編、監） - 彭 羚 - 我不知（編） - 彭 羚 - 只當是個夢（編） - 舒 淇 - 你不知道（曲、編、監） - 舒 淇 - 心領（曲、編、監） - 鄭中基 - 天意（編） - 鄭中基 - Broken China（編） - 鄭中基 - 友情相關照（編） - 鄺美雲 - 無悔愛你一生（編） |

1999年
| | |
| - 李翊君、迪克牛仔 - 回頭是岸（編） - 張栢芝、陳曉東 - 留給最愛的說話（編） - 張學友 - 有個人（編） - 張學友 - 心如刀割（編） - 張學友、陳慧嫻 －接近（編） | - 劉德華 - 木魚與金魚（編） - 劉德華 - 愛無知（編） - 謝霆鋒 - 要我怎麼忘了他（編） - 羅嘉良 - 未明白女人（編、監） - 羅嘉良 - 創造晴天（編、監） |

### 2000年代
2000年
| | |
| - 王 傑 - 我會知道幾時要退（編） - 王 傑 - 結束（編） - 王 傑 - 不必再躲（編） - 王 傑 - Hello（監） - 王 傑 - 泡沫情感（編、監） - 王 傑 - 我還好（編、監） - 王 傑 - 最好（編） - 李 玟 - 愛你在每一天（編） - 李 玟 - 愛你愛到（編） - 李 玟 - 小心男人（編） - 張家輝 - 讓我走（編） - 張栢芝 - 告白（編） | - 張學友 - Every Time a Good Time 歡聚歡笑每一刻（編） - 甄 妮 - 有你有我（曲） - 羅嘉良 - 我的淚（編、監） - 羅嘉良 - 所以（編、監） - 羅嘉良 - 羅家良品（編、監） - 羅嘉良 - 純屬意外（編、監） - 羅嘉良 - 相見 相愛 傷害（監） - 羅嘉良 - 耐人尋味（監） - 羅嘉良 - 讓我待你好（編、監） - 羅嘉良 - 天地有情（曲、編、監） - 羅嘉良 - 火花（編、監） - 羅嘉良 - 愛我另一半（編、監） |

2001年
| | |
| - 王 傑 - 不浪漫罪名（編） - 王 傑 - 一個孤獨的理由（編） - 張學友 - 我也和妳一樣（編） - 傅珮嘉 - 害怕（編） - 楊千嬅 - 罐頭湯（編） | - 劉德華 - 偷聽女孩心（曲、編、監） - 劉德華 - 其中一位（曲、編、監） - 劉德華 - 夏日Fiesta（曲、編、監） - 環球唱片群星 - 同步過冬（編、監） - 蘇永康 - 今晚祝你做個好夢（鋼琴版）（編） |

2002年
| | |
| - 小 雪 - Listen to my heart（編、監） - 小 雪 - 心甘情願（編、監） - 小 雪 - 戀愛Entertaining（編、監） - 小 雪 - 糊塗夢醒（編、監） - 王 傑 - 找一個地方（編） - 陳慧琳 - 暖我（監） - 麥浚龍 - 愛上殺手（編、監） | - 劉德華 - 練習（編） - 關心妍 - 浮生花園（曲、監） - 關心妍 - 無話再講（監） - 關心妍 - 仍想念你（監） - 張智霖 - 有關過關（編、監） - 張智霖 - 又一天（編、監） |

2003年
| | |
| - Sky - 環遊世界（編、監） - 陳慧琳 - Lover's Queen（監） - 陳慧琳 - 情獎賞（編、監） - 陳慧嫻 - 鳳舞香羅（曲、編、監） - 陳潔儀 - 分書（編、監） - 麥浚龍 - 自己保重（編） - 黃凱芹 - 最後一次心動（監） - 葉文輝 - My Memory（編、監） - 葉文輝 - 月亮河（編、監） | - 葉文輝 - 別再打聽（編、監） - 葉文輝 - 沒有你沒有我（監） - 葉文輝 - 願望可細訴（編、監） - 劉德華 - 忠於自己（編） - 劉德華 - 真愛是苦味（編） - 張智霖 - 有緣更好（編、監） - 張智霖 - 未婚妻（編、監） - 張智霖 - 好情人（編、監） - 張智霖 - 我愛古著（監） |

2004年
| | |
| - 吳日言 - 為你失眠（監） - 孫燕姿 - 我也很想他（編） - 陳苑淇 - 幸運水晶（編、監） - 劉浩龍 - 十惡不赦（編、監） - 劉浩龍 - 你情我願（編） - 劉浩龍 - 我的好友（編、監） - 劉德華 - 影帝無用（編） - 劉德華 - 幸福.這麼遠.那麼甜（編） - 鄧穎芝 - 玻璃鞋（編、監） - 鄧穎芝 - 魔王與少女（編、監） | - 鄧穎芝 - 等半天（編、監） - 鄧穎芝 - Stop Stop Stop（編、監） - 鄧穎芝 - 敏感（編、監） - 鄧穎芝 - 玻璃鞋之粉碎三角琴（編、監） - 鄧穎芝 - 玻璃鞋之粉碎三角琴（Dance Remix）（監） - 黃凱芹 - 執迷不悔（編） - 黃凱芹 - 粉紅色的一生（編） - 黃凱芹 - 共同渡過（編） - 黃凱芹 - 再見我的愛人（編） |

2005年
| | |
| - 王麗達 - 風雲（曲） - 吳卓羲 - 別怪她（編、監） - 李克勤 - 心計（曲、編、監） - 李克勤 - 醫道（曲、編、監） - 林文龍 - 世上無難事（編、監） - 林 峯 - 領會（編、監） - 陳奕迅 - 不死傳說（編、監） - 劉德華 - 未知數（編） | - 劉德華 - 單純女孩（編） - 劉德華 - 繼續談情...分離篇（編） - 鄧穎芝 - 紀念（編、監） - 鄧穎芝 - 苦情人（編、監） - 鄧穎芝 - 自量（編、監） - 鄧穎芝 - Nasty（編、監） - 鄧穎芝 - 酸甜（編、監） - 鄭嘉穎 - 三角兩面（編、監） |

2006年
|                          |                           |
| - 泳 兒 - 爸媽的話（編） | - 劉德華 - 張開眼睛（編） |

2007年
|                                                     |                       |
| - 王 傑 - 別了瘋子（編） - 王 傑 - 愛戀九二零（編） | - 劉德華 - 歸宿（編） |

2008年
| | |
| - 關智斌 - 代表作（編） - 鍾嘉欣 - 一人晚餐（監） - 鍾嘉欣 - 二人世界（編、監） - 鍾嘉欣 - 我不懂你（編、監） - 鍾嘉欣 - 火柴天堂（編、監） | - 鍾嘉欣 - 過山車（編、監） - 鍾嘉欣 - 浪漫無聲（編、監） - 鍾嘉欣 - 有沒有她（監） - 鍾嘉欣 - 你不懂我的心（編、監） |

2009年
| | |
| - 朱韻詩 - 死裡逃生（編、監） - 韋 雄、鍾嘉欣 - 戀愛令人心痛（編、監） - 張敬軒 - 相對論（編） - 張敬軒 - 無名指的光環（曲、編、監） - 張敬軒、林子祥 - 相對論（編） - 鳳飛飛 - 祝你幸福（2009全新祝福版）（編） - 鍾嘉欣 - 日夜想你（編、監） | - 鍾嘉欣 - Cha Cha Cha（編、監） - 鍾嘉欣 - 有一天（編、監） - 鍾嘉欣 - Fly Me To The Moon（編、監） - 鍾嘉欣 - 生死也為愛（編、監） - 鍾嘉欣 - 聽說你愛我（編、監） - 鍾嘉欣 - 有一天（國）（編、監） - 鍾嘉欣 - 讓我繼續愛你（編） |

### 2010年代
2010年
| | |
| - 張學友 - 迷你（編、監） - 張學友 - Double Trouble（編、監） - 張學友 - 不只有緣（編、監） - 張學友 - 十二個音（編、監） - 張學友 - 月巴女且（監） - 張學友 - 戀上你背面（監） - 張學友 - Let It Go（編、監） - 張學友 - 找對你（編、監） | - 張學友 - 伯爵茶（監） - 張學友 - Everyday Is Christmas（編、監） - 張學友 - 三分拍（編、監） - 張學友 - 熱辣辣（編、監） - 劉德華 - 被遺忘的時光（編） - 劉德華 - 大眼睛（編） - 劉德華 - 巧合（編） - 關心妍 - 仇人（編、監） |

2012年
|                                        |  |
| - 張學友 - 中國節拍·震動世界（編、監） |  |

2013年
|                           |  |
| - 胡鴻鈞 - 然後（編、監） |  |

2014年
| | |
| - 張學友 - 用餘生去愛（編、監） - 張學友 - 時間有淚（監） - 張學友 - 你說的（編、監） - 張學友 - 我愛上你（編、監） - 張學友 - 我只想唱歌（編、監） | - 張學友 - 控訴（編、監） - 張學友 - 我醒著做夢（編、監） - 張學友 - 來得及（編、監） - 張學友 - 白自在（編、監） - 張學友 - 不錯（監） |

2016年
| | |
| - 韋綺姍 - 女人夢（編、監） - 韋綺姍 - 繾綣星光下（編、監） - 韋綺姍 - 跪在大門後（編、監） - 韋綺姍 - 沒有你還是愛你（編、監） - 韋綺姍 - SWAY（編、監） - 韋綺姍 - 有了你（編、監） | - 韋綺姍、林子祥 - 沿途有你（編、監） - 韋綺姍、黃芮琳 - HAPPY（編、監） - 韋綺姍、林子祥、黃芮琳 - 三人行（編、監） - 韋綺姍、林子祥、黃芮琳 - THE UNICORN SONG（編、監） - 黃芮琳 - COLORS OF THE WIND（編、監） |

2017年
|                           |  |
| - 蘇永康 - 不再分離（編） |  |

2018年
|                                                                           |                               |
| - Kacey & Kaelyn - 愛生命（編、監） - 鍾鎮濤 - 你是如此難以忘記（編、監） | - 鍾鎮濤 - 由零開始（編、監） |

2019年
|                             |  |
| - 古家峯 - 幸運兒（編、監） |  |

### 2020年代
2020年
|                           |  |
| - 鍾鎮濤 - 捍衛香港（編） |  |

2022年
|                       |  |
| - 安俊豪 - 刺蝟（監） |  |

2023年
|                                       |  |
| - 溫拿樂隊 - 五個黑髮的少年（編、監） |  |

2024年
|                                     |  |
| - 劉德華、張子楓 - 親愛的小孩（編） |  |

## 演唱會音樂總監
- 1988年： 陳百強88台山演唱會
- 1991年： 劉德華To You東南亞巡迴演唱會1991（韓國、新加坡、台北）
- 1992年： 劉德華美加巡迴演唱會1992
- 1992年： 劉德華愛心移植演唱會1992
- 1993年： 劉德華真我的風采93(香港)演唱會
- 1993年： 百事巨星劉德華93(台北)演唱會
- 1993年： 劉德華真我的風采(中國之旅)演唱會1993
- 1993年： 劉德華熱浪勁爆音樂會(香港)
- 1994年： 劉德華94(香港)演唱會
- 1994年： 劉德華94新加坡演唱會
- 2001年：甄妮有你有我演唱會
- 2001年： 王傑香港紅磡演唱會（3場）
- 2004年： 王傑北京演唱會
- 2005年：《雪狼湖》音樂劇國語版
- 2006年： 周慧敏Back For Love演唱會
- 2006年： 王傑西安演唱會
- 2007年：學友光年世界巡迴演唱會
- 2008年：酷愛張敬軒演唱會
- 2009年：王傑I am back 香港紅磡演唱會
- 2010年：張學友Private Corner迷你音樂會
- 2010年：《金曲娛樂真經典演唱會》
- 2011年：1/2世紀世界巡迴演唱會
- 2011年： 王傑倫敦演唱會
- 2012年：《顧嘉煇大師經典演唱會》
- 2012年：王傑王者归来巡回演唱会 广州、深圳站
- 2013年：王傑浪子心聲[18]演唱會杭州站 太原站
- 2016年：《歌词大师卢国沾作品演唱會》
- 2017年：王傑美國加州、芝加哥演唱會
- 2018年：王傑美國加州演唱會
- 2021年：《Uncle Ray 榮休盛典演唱會》

## 外部連結
- 杜自持的新浪微博
- 杜自持的Facebook專頁
- 杜自持的Instagram帳戶
- 杜自持 YouTube音樂頻道